# Liste des bâtiments protégés de Vesturland
Cet article recense les bâtiments protégés de Vesturland, en Islande.

## Statistiques
Au 29 mai 2012, la région de Vesturland compte 40 édifices protégés, soit 9 % des protections de l'Islande.

## Liste
| Nom                     | Adresse           | Municipalité               | Id. | Coordonnées                         | Illustration |
| ----------------------- | ----------------- | -------------------------- | --- | ----------------------------------- | ------------ |
| Akraneskirkja           |                   | Akranes                    | 319 |                                     |              |
| Akrakirkja              | Mýrar             | Borgarbyggð                | 325 |                                     |              |
| Álftaneskirkja          | Mýrar             | Borgarbyggð                | 326 |                                     |              |
| Álftártungukirkja       | Mýrar             | Borgarbyggð                | 327 |                                     |              |
| Borgarkirkja            | Mýrar             | Borgarbyggð                | 328 |                                     |              |
| Gilsbakkakirkja         | Hvítársíðuhreppur | Borgarbyggð                | 334 |                                     |              |
| Hvammskirkja            | Norðurárdalur     | Borgarbyggð                | 329 |                                     |              |
| Hvanneyrarkirkja        | Hvanneyri         | Borgarbyggð                | 324 |                                     |              |
| Reykholtskirkja         | Reykholt          | Borgarbyggð                | 335 |                                     |              |
| Staðarhraunskirkja      | Hítardalur        | Borgarbyggð                | 323 |                                     |              |
| Stóra-Áskirkja          |                   | Borgarbyggð                | 333 |                                     |              |
| Dagverðarneskirkja      | Dagverðarnes      | Dalabyggð                  | 676 |                                     |              |
| Hjarðarholtskirkja      | Laxárdalur        | Dalabyggð                  | 352 |                                     |              |
| Hjarðarholtskirkja      | Stafholtstungur   | Dalabyggð                  | 331 |                                     |              |
| Hvammskirkja            | Dalir             | Dalabyggð                  | 353 |                                     |              |
| Narfeyrarkirkja         | Skógarströnd      | Dalabyggð                  | 357 |                                     |              |
| Skarðskirkja            | Skarðsströnd      | Dalabyggð                  | 356 |                                     |              |
| Snóksdalskirkja         | Miðdalahreppur    | Dalabyggð                  | 358 |                                     |              |
| Staðarfellskirkja       |                   | Dalabyggð                  | 354 |                                     |              |
| Staðarhólskirkja        | Saurbæjarhreppur  | Dalabyggð                  | 355 |                                     |              |
| Stafholtskirkja         | Stafholtstungur   | Dalabyggð                  | 332 |                                     |              |
| Rauðamelskirkja         |                   | Eyja- og Miklaholtshreppur | 322 |                                     |              |
| Setbergskirkja          | Eyrarsveit        | Grundarfjörður             | 345 |                                     |              |
| Bjarnarhafnarkirkja     |                   | Helgafellssveit            | 338 |                                     |              |
| Helgafellskirkja        |                   | Helgafellssveit            | 339 |                                     |              |
| Innri-Hólmskirkja       |                   | Hvalfjarðarsveit           | 320 |                                     |              |
| Reynivallakirkja        |                   | Kjósarhreppur              | 316 |                                     |              |
| Vindáshlíðarkirkja      |                   | Kjósarhreppur              | 317 |                                     |              |
| Leirárkirkja            |                   | Leirár- og Melahreppur     | 321 |                                     |              |
| Fitjakirkja             |                   | Skorradalshreppur          | 330 |                                     |              |
| Búðakirkja              | Búðir             | Snæfellsbær                | 348 |                                     |              |
| Fiskbyrgi í Bæjarhrauni | Gufuskálar        | Snæfellsbær                | 351 |                                     |              |
| Ingjaldshólskirkja      |                   | Snæfellsbær                | 349 |                                     |              |
| Pakkhúsið í Ólafsvík    | Ólafsbraut 12     | Snæfellsbær                | 346 |                                     |              |
| Amtmannshúsið           | Arnarstapi        | Snæfellsnes                | 347 |                                     |              |
| Malarrifsviti           |                   | Snæfellsnes                | 350 | 64° 43′ 50″ nord, 23° 48′ 12″ ouest |              |
| Egilsenshús             | Aðalgata 2        | Stykkishólmur              | 336 |                                     |              |
| Kúldshús                | Silfurgata 4      | Stykkishólmur              | 340 |                                     |              |
| Norska húsið            | Hafnargata 5      | Stykkishólmur              | 337 |                                     |              |
| Stykkishólmskirkja      |                   | Stykkishólmur              | 341 |                                     |              |